# Oléac-Dessus
Oléac-Dessus là một xã thuộc tỉnh Hautes-Pyrénées trong vùng Occitanie tây nam nước Pháp. Xã này nằm ở khu vực có độ cao trung bình 460 mét trên mực nước biển.